# Конвой Трук — Рабаул (07.02.43 — 11.02.43)
Конвой Трук — Рабаул (07.02.43 — 11.02.43) — японський конвой часів Другої світової війни, проведення якого відбувалось у лютому 1943 року.
Конвой сформували для проведення групи суден з атола Трук (Чуук) у центральній частині Каролінського архіпелагу (ще до війни тут була створена головна база Імперського флоту в Океанії) до Рабаула — головної передової бази в архіпелазі Бісмарка, звідки японці провадили операції на Соломонових островах та сході Нової Гвінеї.
До складу конвою увійшли транспорти «Акібасан-Мару», «Кунісіма-Мару» (Kunishima Maru) та, ймовірно, інші судна.
7 лютого 1943 року загін вийшов з Труку та попрямував на південь. Хоча на комунікаціях архіпелагу Бісмарка діяли американські підводні човни, більшість маршруту транспорти пройшли без охорони. Утім, їм вдалося без інцидентів досягнути Кавіенгу на північному завершенні острова Нова Ірландія (друга за значенням японська база в архіпелазі Бісмарка), де 10 лютого у них з'явився ескорт із мисливця за підводними човнами CH-18 (до того ескортував на початковій ділянці переходу транспорт «Мікаге-Мару № 20», який вийшов із Рабаула до Палау на заході Каролінських островів).
11 лютого 1943 року конвой успішно прибув до Рабаула.